# Жорж Леметр (грузовой космический корабль)
ATV «Жорж Леметр», или Automated Transfer Vehicle 5 (ATV-5), — европейский беспилотный грузовой космический корабль, названный в честь бельгийского астронома Жоржа Леметра.
Это пятый и последний корабль из серии ATV, первым кораблём был «Жюль Верн». Строительство аппарата шло в Бремене, Германия.

## История

### Запуск и стыковка
ATV-5 был запущен 29 июля 2014 года в 23:47 UTC с помощью ракеты-носителя тяжёлого класса «Ариан-5ES» из Гвианского космического центра в Куру́. Стыковка с российским служебным модулем «Звезда» была осуществлена в автоматическом режиме 12 августа 2014 года в 13:30 UTC.
На своем борту он доставил более 6,6 тонн груза, включающего: воду, кислород, продукты питания, экспериментальное оборудование. Помимо перевозки груза, ATV-5 выполнил 2 эксперимента:
LIRIS (лазерные инфракрасные датчики визуализации) — это система автономных датчиков для сближения, которая позволит будущим кораблям стыковаться с неуправляемыми объектами, такими как обломки или капсулы с образцами. ATV использовал демонстрационную версию этой усовершенствованной сенсорной системы вместо стандартных оптических датчиков, отражающих свет от отражателей вокруг стыковочного узла МКС.
Камера разрушения зафиксировала ATV в инфракрасном диапазоне во время входа в атмосферу над Тихим океаном. После завершения записи усиленная капсула SatCom, выполнявшая роль прототипа «чёрного ящика», начала передавать записанные данные на один из спутников Iridium через плазменный канал позади аппарата. Было получено одно сообщение, включавшее показания акселерометра, магнитометра и температуры. Передача почти 6000 изображений, которые, по-видимому, были успешно записаны, должна была сопровождаться дальнейшими сообщениями. Неясно почему, но ни одно из них не было получено.

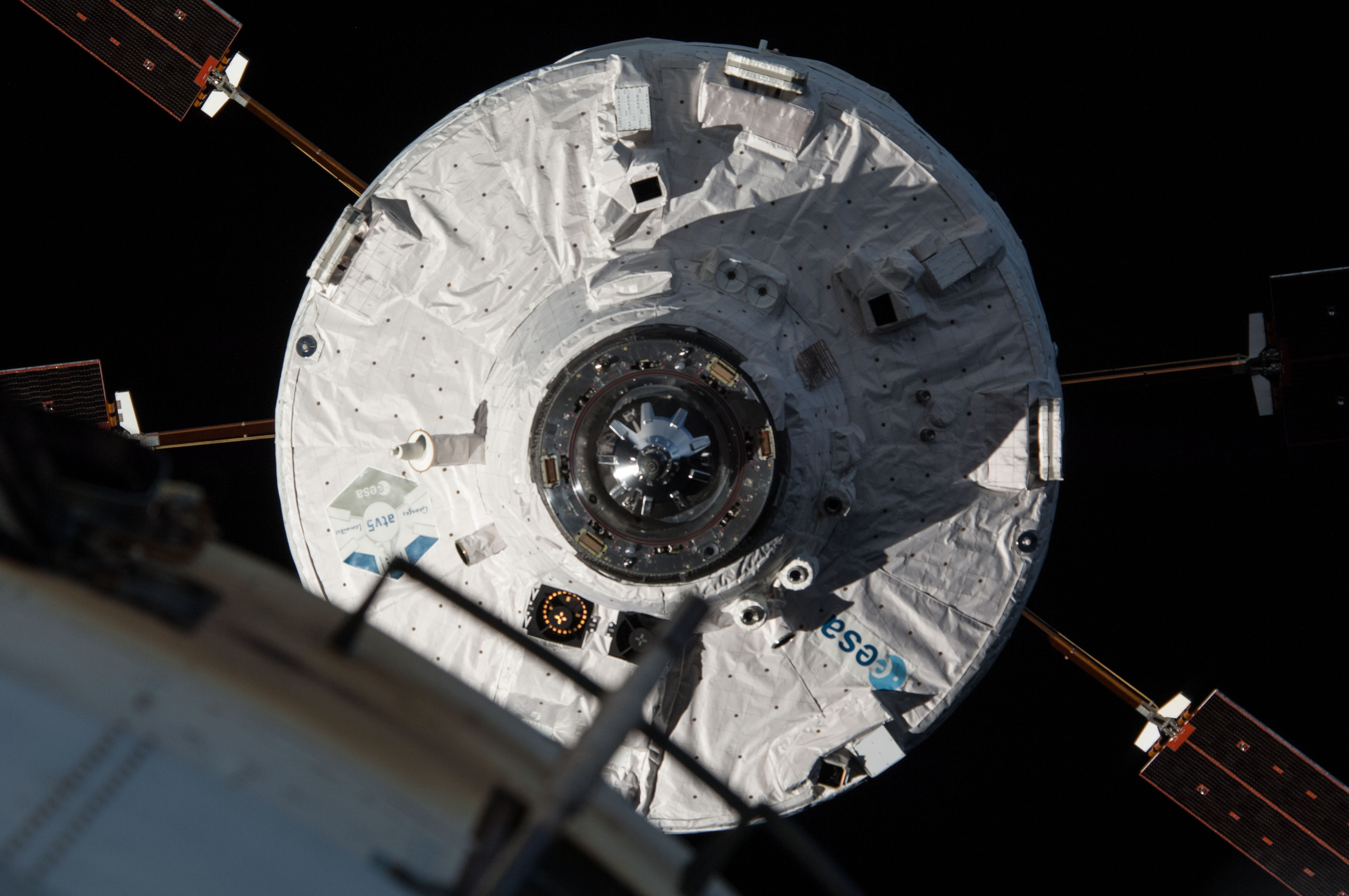
Финальное сближение ATV-5 перед стыковкой с модулем «Звезда»

### Отстыковка и завершение полёта
14 февраля 2015 года в 13:42 UTC (16.42 МСК) ATV-5 «Жорж Леметр» был отстыкован от служебного модуля  «Звезда».
15 февраля 2015 ATV-5 «Жорж Леметр» осуществил контролируемый спуск в атмосферу, с последующим разрушением
корабль ATV-5 «Жорж Леметр» сгорел при входе в плотные слои атмосферы над несудоходным районом Тихого океана .

## Полезная нагрузка
| ГРУЗ                                     | МАССА     |
| ---------------------------------------- | --------- |
| Сухой груз                               | 2695 кг   |
| Вода                                     | 843 кг    |
| Кислород (2 баллона) и воздух (1 баллон) | 100 кг    |
| Топливо                                  | 4356 кг   |
| Топливо для дозаправки                   | 860 кг    |
| Общая масса груза                        | 8854 к    |
| Общая стартовая масса                    | 20 235 кг |